# 양화항 (거제시)
양화항은 경상남도 거제시 일운면 망치리에 있는 어항이다. 2003년 2월 3일 어촌정주어항으로 지정하여 관리하고 있다. 시설관리자는 거제시장이다.

## 어항 연혁
- 망치의 남쪽 바닷가에 본래 수양버들 및 정자(亭子)가 있어 양화정(楊花亭) 또는 양화징이라 하였으며 해마다 별신굿을 하던 곳으로 [망치도 굿하고 양화정이도 굿한다]는 구전이 있는 아름다운 곳이라 '양화'라 하였다.

## 어항 구역
- 수역: 미지정(거제시 일운면 망치리 744-3번지 수역)
- 육역: 미지정

## 어항 시설
- 물양장, 선착장

## 주요 어종
- 숭어, 노래미, 우럭, 광어, 멍게 등